# Istorie naturală

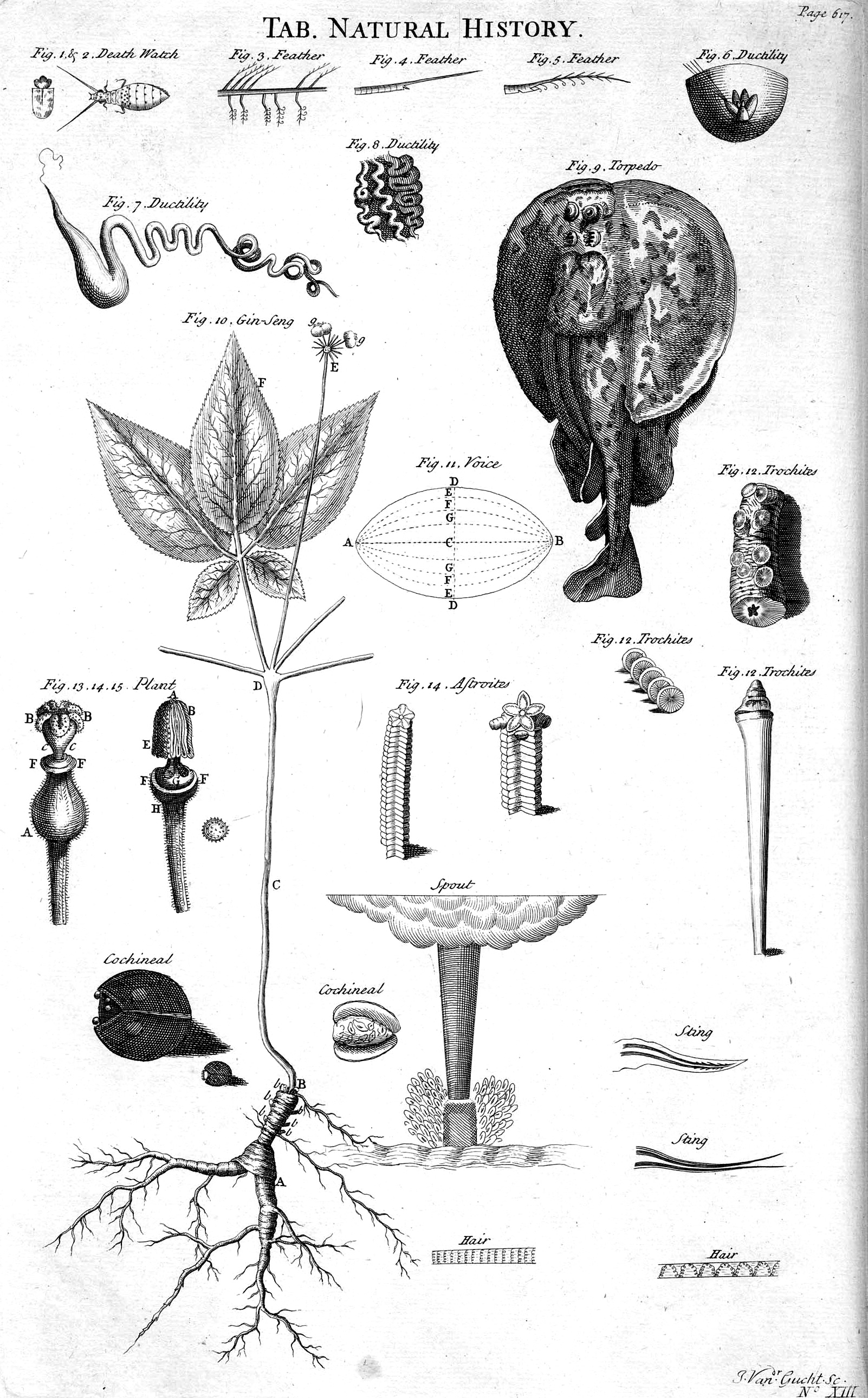
Tabel de istorie naturală, din en din 1728 Ciclopiedie

Istoria naturală este ansamblul pluridisciplinar de științe ale naturii.

## Definiție
Istoria naturală cuprinde studiul fenomenelor naturii, de la infinitul mare (cosmogonia, astronomia, astrofizica) la infinitul mic (fizica fundamentală, microbiologia, virologia) și trecând prin toate disciplinele Pământului (geologia, mineralogia, cristalografia, tectonica, vulcanologia, speologia...), suprafeței pământene (geografia, geomorfologia, pedologia...), fenomenelor climatice (climatologia, meteorologia...), celor legate de ape (oceanografia, hidrologia, limnologia...) și celor legate de viață (biologia, paleontologia...), printre care cele legate de om ca viețuitoare (preistoria umană, agronomia, geonomia, medicina...). Mulțumită pluri-disciplinarității, necesară înțelegerii globale a dinamicii planetei noastre, Istoria Naturală este mai mult ca niciodată de actualitate la începutul celui de-al III-lea mileniu, când problemele de mediu sunt din ce în ce mai acute.

## Evoluție
La origini, care încep cu Teofrast, cu Antigonios din Karystos și cu Plinius, Istoria naturală era descrierea mediului înconjurător, dar se numea fizică, adică studiul realității concrete. Termenul de istorie naturală (și de naturalist pentru cei care o studiau), apare abia în 1525. Pe măsură ce creșteau cunoștințele, Istoria naturală s-a separat în discipline diferite, astfel că după Alexander von Humboldt și Charles Darwin, nu se mai poate vorbi de naturaliști printre cei ce studiază fenomenele naturii, ci doar printre cei care predau sau vulgarizează cunoștințele din acest domeniu.
La rândul lor, științele naturale se despart și ele în discipline din ce în ce mai specializate și mai numeroase : în domeniul biologiei de exemplu, de la genetică la microzoologia planctonului pelagic, trecând prin taxonomie și prin științele evoluției, specializările sunt sute, poate mii.